# Anthophora hedickei
Anthophora hedickei är en biart som beskrevs av Johann Dietrich Alfken 1938. Anthophora hedickei ingår i släktet pälsbin, och familjen långtungebin. Inga underarter finns listade i Catalogue of Life.